# Hannah Craig
Pour les articles homonymes, voir Craig.
Hannah Craig, née le 23 janvier 1999 à Lisburn, est une joueuse professionnelle de squash représentant l'Irlande. Elle atteint, en mai 2025, la 61e place mondiale sur le circuit international, son meilleur classement. Elle est championne d'Irlande en 2017 et 2024.

## Biographie
Elle fait ses études à l'université Harvard où elle pratique le squash universitaire. Elle entre dans le top 100 en décembre 2023. Elle remporte son premier titre sur le circuit PSA en septembre 2024,.

## Palmarès

### Titres
- Championnat d'Irlande : 3 titres (2017, 2024, 2025)